# Navarino (condado de Shawano)
Navarino es un lugar designado por el censo ubicado en el condado de Shawano en el estado estadounidense de Wisconsin. En el Censo de 2010 tenía una población de 177 habitantes y una densidad poblacional de 62,7 personas por km².

## Geografía
Navarino se encuentra ubicado en las coordenadas 44°36′39″N 88°29′37″O / 44.61083, -88.49361. Según la Oficina del Censo de los Estados Unidos, Navarino tiene una superficie total de 2.82 km², de la cual 2.82 km² corresponden a tierra firme y (0%) 0 km² es agua.

## Demografía
Según el censo de 2010, había 177 personas residiendo en Navarino. La densidad de población era de 62,7 hab./km². De los 177 habitantes, Navarino estaba compuesto por el 94.92% blancos, el 0% eran afroamericanos, el 2.26% eran amerindios, el 0% eran asiáticos, el 0% eran isleños del Pacífico, el 0% eran de otras razas y el 2.82% pertenecían a dos o más razas. Del total de la población el 1.69% eran hispanos o latinos de cualquier raza.